# Cyanothemis simpsoni
Cyanothemis simpsoni ist die einzige Libellenart der Gattung Cyanothemis aus der Unterfamilie Sympetrinae. Sie tritt von der Demokratischen Republik Kongo bis Westafrika auf. Das Artepitheton ehrt James Jenkins Simpson.

## Bau der Imago
Die leuchtend-blauen Männchen erreichen eine Hinterflügellänge von 37 bis 45 Millimeter, womit sie vergleichsweise groß sind. Ebenfalls im Hinterflügel befindet sich ein ausgeprägter schwarzer Basalfleck. Die Weibchen hingegen sind dunkelbraun mit einer grünlichen Zeichnung. Diese erstreckt sich entlang der Oberseite bis zu einem Band, das die Segmente drei und vier bedeckt. Ebenfalls ein Band umfasst das sechste Segment.

## Lebensweise
Cyanothemis simpsoni bevorzugen sonnige Plätze entlang von Wälder durchziehenden Flüssen mit viel Treibgut. Dort lauern sie an das Wasser überragenden Zweigen ihrer Beute auf.

## Ähnliche Gattungen
Cyanothemis simpsoni ist Vertretern der Gattung Porpax sehr ähnlich.